# Rockford (Ohio)
Rockford es una villa situada en el condado de Mercer, Ohio, Estados Unidos. Tiene una población estimada, a mediados de 2022, de 1032 habitantes.

## Geografía
La localidad está ubicada en las coordenadas 40°41′28″N 84°39′00″O / 40.69111, -84.65000. Según la Oficina del Censo, tiene una superficie total de 2.28 km², de los cuales 2.24 km² corresponden a tierra firme y 0.04 km² están cubiertos de agua.

## Demografía
Según el censo de 2020, en ese momento había 1051 personas residiendo en la localidad. La densidad de población era de 469.20 hab./km². El 91.2% de los habitantes eran blancos, el 0.2% eran afroamericanos, el 0.7% eran asiáticos, el 1.6% eran isleños del Pacífico, el 1.0% eran de otras razas y el 5.3% eran de una mezcla de razas. Del total de la población, el 2.9% eran hispanos o latinos de cualquier raza.